# Золотинский сельсовет (Курганская область)
Золоти́нский сельсовет — упразднённые административно-территориальная единица и муниципальное образование со статусом сельского поселения в составе Макушинского района Курганской области России в связи с преобразованием района в Макушинский муниципальный округ.
Административный центр — село Золотое.

## История
В соответствии с Законом Курганской области от 6 июля 2004 года № 419 сельсовет наделён статусом сельского поселения.

## Население
| 1989 | 2002 | 2010 | 2012 | 2013 | 2014 | 2015 |
| ---- | ---- | ---- | ---- | ---- | ---- | ---- |
| 678  | ↘547 | ↘444 | ↘433 | ↘415 | ↘400 | ↘392 |
| 2016 | 2017 | 2018 | 2019 | 2020 |      |      |
| ↘381 | ↘375 | ↘374 | ↘356 | ↘351 |      |      |

## Состав сельского поселения
| № | Населённый пункт   | Тип населённого пункта       | Население |
| - | ------------------ | ---------------------------- | --------- |
| 1 | Большое Кривинское | деревня                      | ↘21       |
| 2 | Золотое            | село, административный центр | ↘390      |
| 3 | Малое Кривинское   | деревня                      | ↘33       |